# Хорватська федеральна одиниця Боснії та Герцеговини

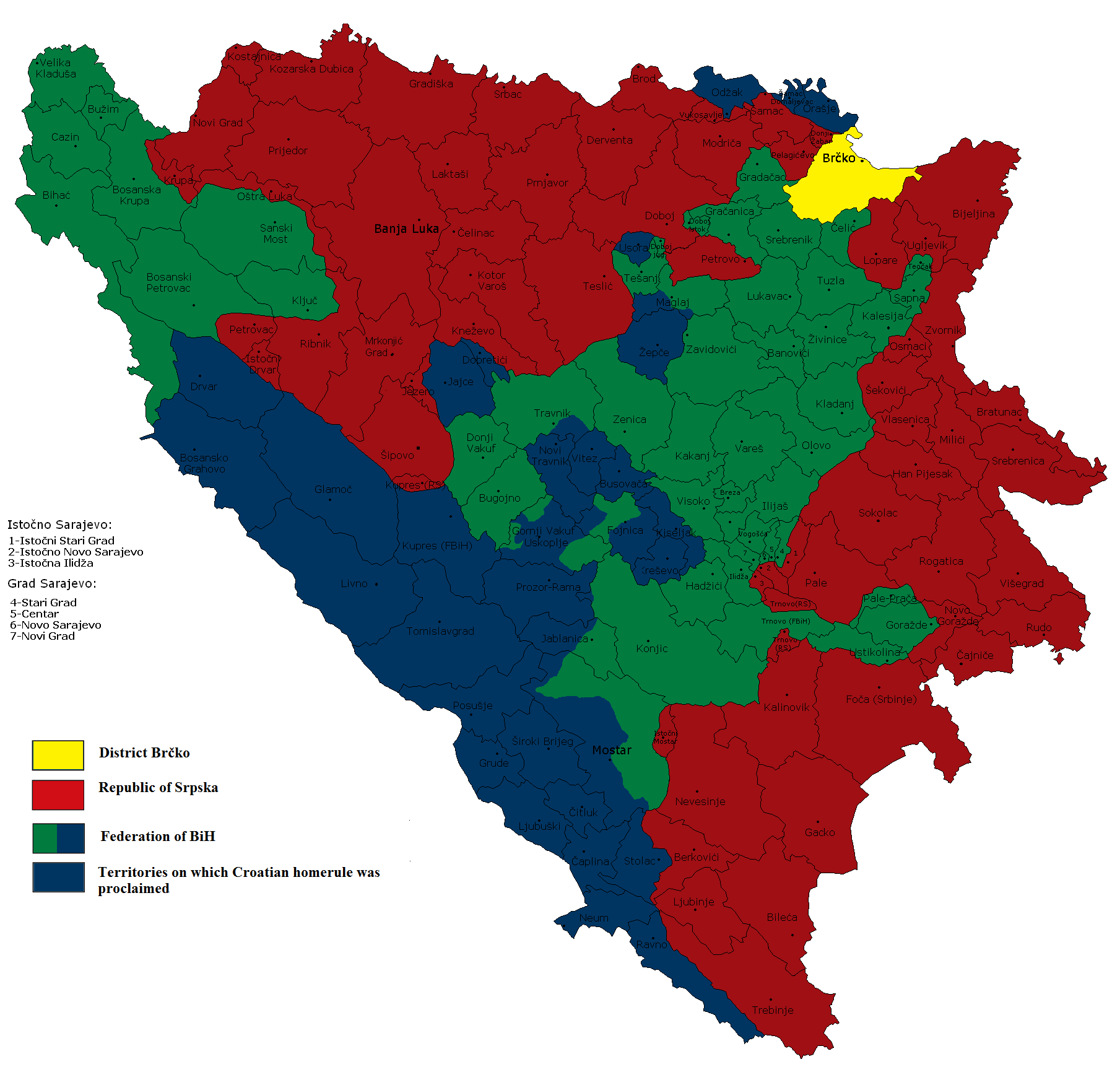
Запропонована хорватська одиниця Боснії та Герцеговини в 2001 році (синім кольором).

Хорватська федеральна одиниця Боснії та Герцеговини, або хорватська організація, також неформально відома як "третя сутність" (Serbo-Croatian), є запропонованою адміністративною одиницею в Боснії та Герцеговині, заснованою на етнічному територіальному поділі, передбаченому так званими "хорватськими національними зборами" (HDZ БіГ, HDZ 1990 та HSS ), і поки що вона подається лише як концепція. Оскільки країна поділена на два утворення, Республіку Сербську, в якій переважають серби, та Федерацію, в якій більшість боснійців, хорвати, як одна з трьох рівноправних конститутивних націй, запропонували створити симетричну територіальну одиницю з більшістю хорватів. Політичні прихильники такої пропозиції звинувачували в страхуванні рівности хорватів та недопущенні виборчих агітацій, а також про спрощення політичного глухого куту при одночасному скасуванні надмірної адміністрації, як основне виправдання.

## Передумови

### Боснійська війна та Герцег-Боснія
Під час боснійської війни (1992–95) боснійські хорвати заснували власний субнаціональний устрій Герцег-Боснія, який де-факто функціонував як міні-держава із власною армією, поліцією, парламентом тощо. У 1994 р. За Вашингтонською угодою хорвати приєдналися до своєї території Герцег-Боснії з контрольованими урядами Боснії областями ( Республіка Боснія і Герцеговина ) для створення субнаціонального утворення - Федерації Боснії та Герцеговини (ФБІГ) із спільними установами. Дейтонська угода 1995 року, яка закінчила війну, призвела до того, що країна поділилася на два політичні утворення - Республіку Сербську, в якій переважали серби, та цю босненсько-хорватську федерацію. Далі ФБІГ було розділено на 10 автономних кантонів для забезпечення рівности. Уряд ФБІГ та двопалатний парламент мали гарантувати розподіл влади та рівне представництво менш численним хорватам. Деяке невдоволення цією ситуацією було висловлено хорватами вже в 1999 році разом із закликами до створення федеральної одиниці з більшістю хорватів, але хорватський член державного президентства відмовився від неї та закликав до посилення принципу рівности трьох громад та автономії кантону.

### Федерація

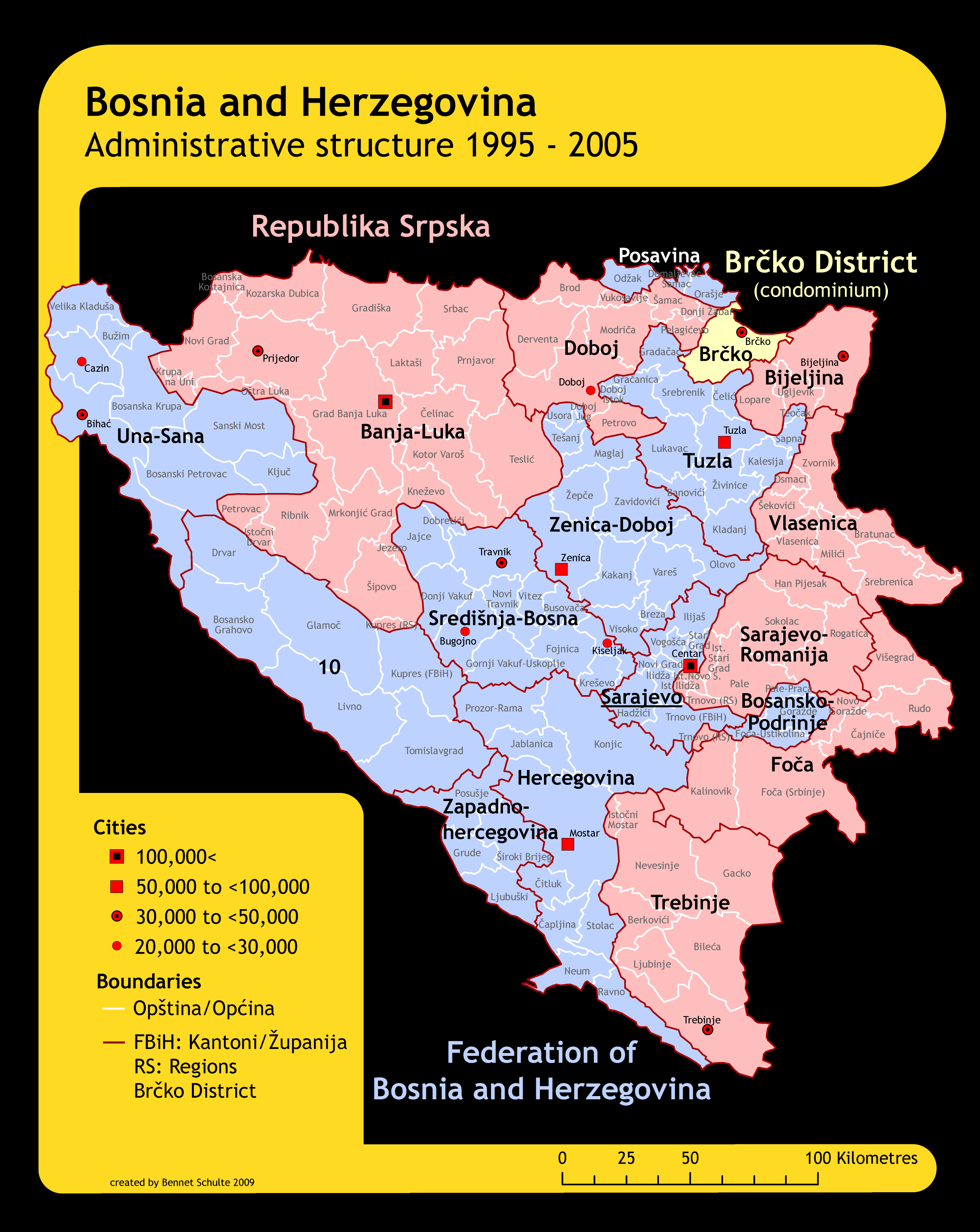
Адміністративний поділ Боснії та Герцеговини

У 2001 році Управління Верховного представника (УВП) в країні наклало поправки до конституції Федерації та її виборчого законодавства, ускладнивши її структуру та погіршивши паритет між бошняками та хорватами, який на той час діяв у Федерації. Оскільки боснійці складають приблизно 70,4% населення ФБІГ, хорвати 22,4%, а серби близько 2%, Будинок парламенту (з рівним представництвом для національностей) повинен забезпечити, щоб інтереси хорватів, сербів та національних меншин були достатньо представлені під час створення уряду та в законодавчому процесі. Однак з 2001-2002 рр. Та введені закордоном поправки до конституції та виборчого законодавства хорвати стверджували, що система виборів депутатів у Палаті народів є сфальсифікованою, позбавляючи їх прав на представництво і фактично дозволяючи босненцям контролювати більшість у верхній палаті. А саме, після 2002 року депутатів від кожної нації до Палати народів обирають 10 кантональних асамблей, більшість з яких (6) контролюється боснійськими політиками. Це призвело до скасування стримувань та противаг, які хорвати та серби Федерації мали щодо федерального законодавчого органу, а також виконавчої влади, зокрема державного будівництва. У 2010-14 роках було сформовано уряд Федерації, і президент Федерації був призначений без згоди хорватських депутатів у Домі народів, отримавши лише 5 голосів довіри з 17. У березні 2011 року Центральна виборча комісія країни визнала склад і рішення HoP незаконними, проте Високий представник Валентин Інцко призупинив рішення ЦВК. Після того, як боснійсько-хорватський політик Божо Любіч подав апеляцію, у грудні 2016 року Конституційний суд визнав виборчу систему депутатів у Палаті народів неконституційною та скасував суперечливі правила.
У 2005 році хорватський член тристороннього президентства країни Іво Міро Йович сказав: "Я не хочу докоряти боснійським сербам, але якщо у них є сербська республіка, то ми також повинні створити хорватську республіку та боснійську (мусульманську) республіку". Представник хорватів у федеральному президентстві Боснії Желко Комшич виступив проти цього, проте деякі боснійсько-хорватські політики виступали за створення третього (хорватського) утворення.

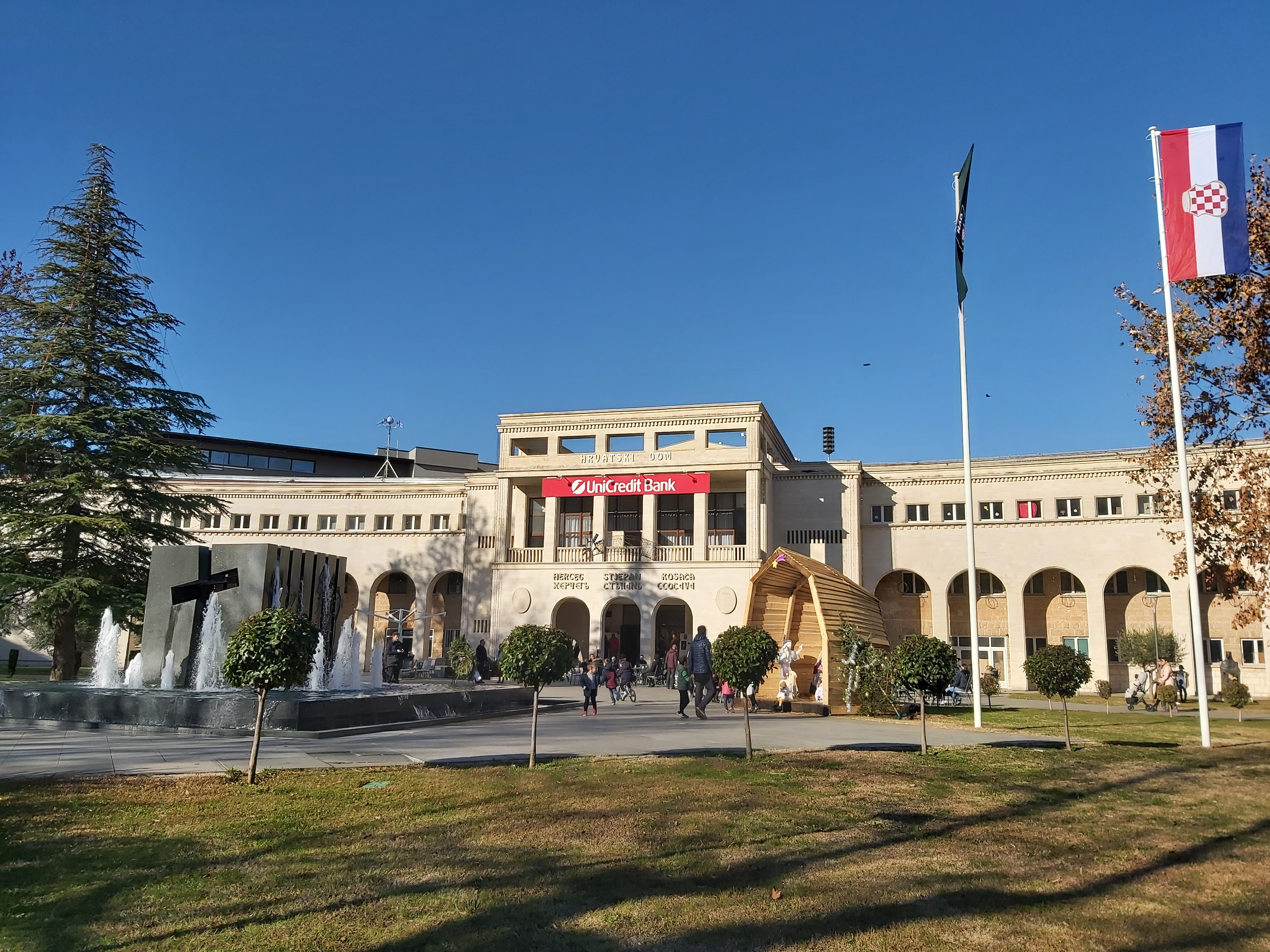
Будинок Герцега Степана Косачі в Мостарі, місце перебування Хорватської національної асамблеї.

Ще одне питання, яке порушили хорвати, - це обрання хорватського члена Президентства країни. А саме, кожен громадянин Федерації може вирішити, голосувати за представника Боснії чи Хорватії. Однак, оскільки боснійці складають 70% населення Федерації, а хорвати - лише 22%, кандидат, який балотується представляти хорватів у президентстві, може бути ефективно обраний навіть без більшости членів хорватської громади - якщо достатня кількість боснійських виборців вирішить проголосувати за хорватський бюлетень. Це сталося у 2006 та 2010 роках, коли етнічний хорват Желко Комшич, підтриманий багатоетнічною соціал-демократичною партією, переміг на виборах із дуже мало хорватських голосів. У 2010 році він не переміг у жодному муніципалітеті, де було б більшість або більшість хорватів; майже всі вони дісталися Боряні Крищо. Основна маса голосів, отриманих Комшичем, прийшла з переважно боснійських районів, і він пройшов досить погано в хорватських муніципалітетах, підтриманих менш ніж 2,5% виборців у ряді муніципалітетів Західної Герцеговини, таких як Широкі Брієг, Любушкі (0,8 %), Чітлук, Посус і Томіславград, не будучи в змозі отримати навіть не 10%, в ряді інших. Крім того, загальна кількість хорватського населення у всій Федерації Боснії та Герцеговини тоді оцінювалася приблизно в 495 000;  Лише Комшич набрав 336 961 голос, тоді як усі інші кандидати-хорвати набрали 230 000 голосів. Хорвати Боснії та Герцеговини вважають його незаконним представником і, як правило, ставляться до нього як до другого боснійського члена президентства. Це викликало розчарування у хорватів, підірвало їхню довіру до федеральних установ та посилило претензії до власного утворення або федеральної одиниці. Окрім цього, представники двох меншин звернулись до Європейського суду з прав людини, оскільки вони не можуть балотуватися в президенти штату через своє етнічне походження (не є жодною з трьох конститутивних націй) і виграли справу. ЄС попросив Боснію та Герцеговину реалізувати постанову на ім'я Сейдич-Фінці, яка потребує зміни виборчого законодавства та, можливо, конституції.
Хорватські політичні партії також скаржаться на відсутність системи суспільного мовлення хорватською мовою, орієнтованої на хорватську громаду , а також на нерівномірне фінансування їхніх культурних та освітніх установ у Федерації. Найбільше місто з більшістю хорватів, Мостар, з численними боснійськими меншинами, перебуває у тупику з 2008 року, оскільки обидві громади не можуть узгодити виборчі правила для місцевих виборів.
Незадоволені представництвом хорватів у Федерації, хорватські політичні партії наполягають на створенні федеральної одиниці з більшістю хорватів замість кількох кантонів. SDA та інші боснійські партії рішуче виступають проти цього. У січні 2017 року Хорватська національна асамблея заявила, що "якщо Боснія і Герцеговина хоче стати самодостатньою, тоді необхідно провести адміністративно-територіальну реорганізацію, яка включала б федеральну одиницю з хорватською більшістю. Це залишається постійним прагненням хорватського народу Боснії та Герцеговини " 

## Мирні плани

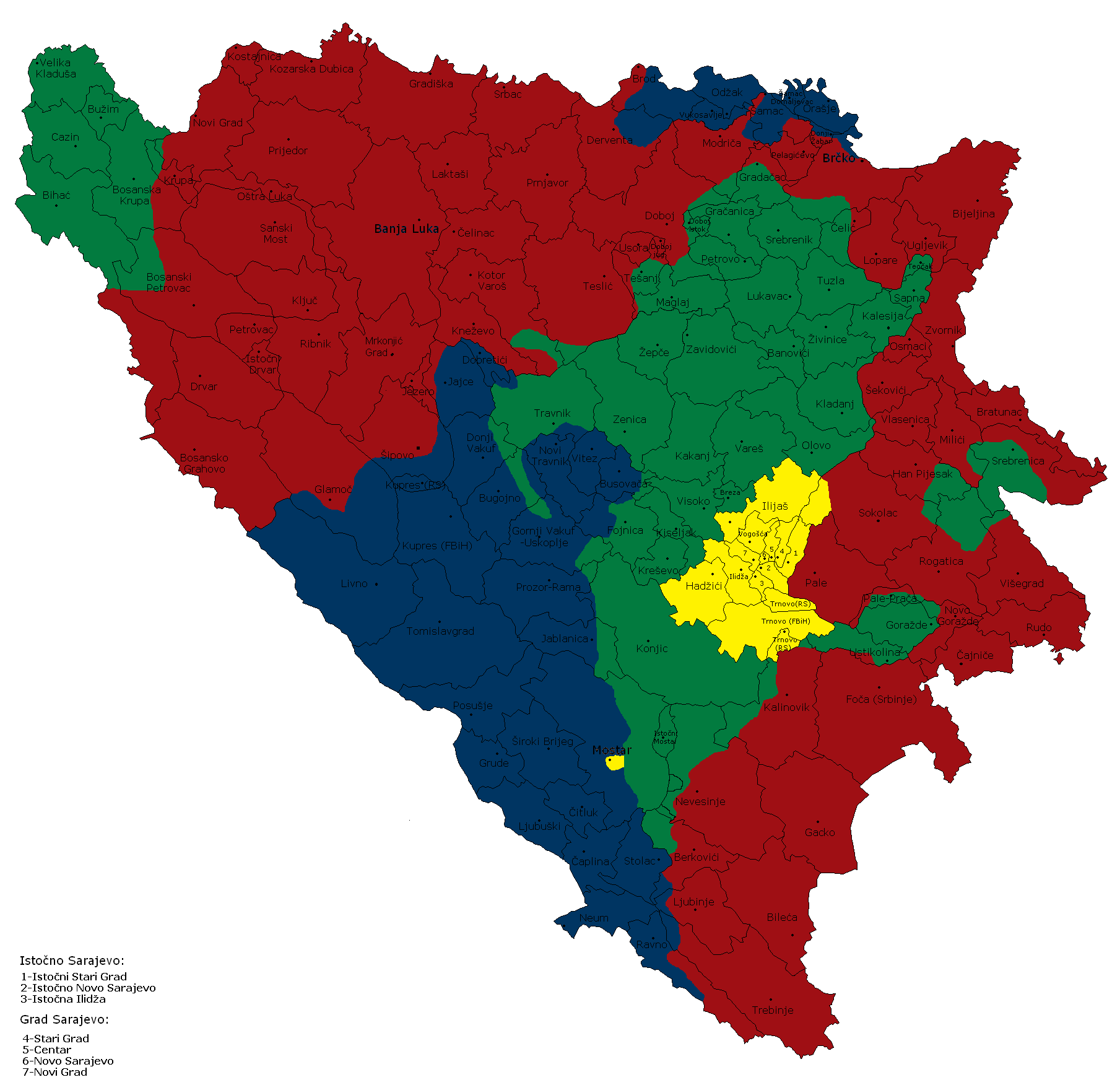
План Оуена – Столтенберга на час війни
Croat entity Хорватське утворення

Під час боснійської війни міжнародні посередники та посланці запропонували кілька мирних планів, які включали формування трьох федеральних одиниць у Боснії та Герцеговині. У 1992 році дипломат ЄС Хосе Кутілейро сформулював пропозицію, в якій заявив, що три складові будуть "базуватися на національних принципах та з урахуванням економічних, географічних та інших критеріїв". Наприкінці липня 1993 року представники трьох воюючих фракцій Боснії та Герцеговини вступили в новий раунд переговорів. 20 серпня посередники ООН, Торвальд Столтенберг та Девід Оуен, оприлюднили карту, яка організує Боснію у три етнічні міні-держави. Силам боснійських сербів було б відведено 52% території Боснії та Герцеговини, мусульманам - 30%, а боснійським хорватам - 18%. Сараєво та Мостар були б районами, які не належали б жодній з трьох держав. 29 серпня 1993 року босненська сторона відхилила цей план.

## Хорватське самоврядування
У 2000 році Управління Верховного представника в країні наклало поправки до конституції Федерації та її виборчого законодавства, що ускладнило її структуру та порушило паритет між діючими бошняками та хорватами. Невдоволені хорватські політики створили окрему хорватську національну асамблею, провели референдум паралельно виборам та проголосили хорватську федеральну одиницю в районах з більшістю хорватів у Федерації (хорватське самоврядування або самоврядування, Hrvatska samouprava ). Федерація була визнана застарілою, а хорватських солдатів в армії Федерації та Хорватської митниці та поліцейських попросили пообіцяти про вірність.

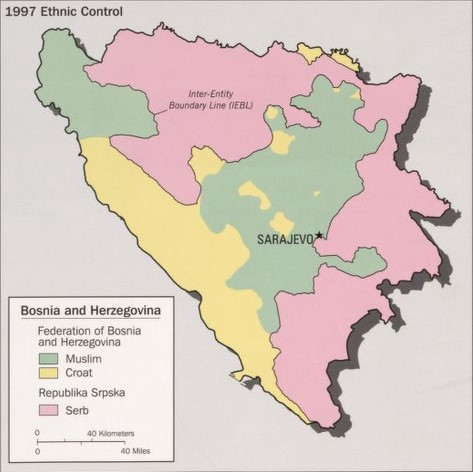
Підконтрольні хорватам та боснійцям частини Федерації в 1997 році

Хорватське самоврядування мало бути тимчасовим рішенням, доки суперечливі поправки та правила виборів не будуть скасовані. Спроба закінчилася незабаром після репресій СФОР та судових процесів.

## З 2001
З 2001 року різні хорватські політики та партії в різних виборчих циклах пропонували створити федеральну одиницю з хорватською більшістю. Іноді його пропонують як федеральну одиницю в рамках хорватсько-боснійської федерації, тоді як інші пропонують розкласти федерацію на два окремих утворення, відповідно, більшости хорватів та боснійців, і, таким чином, закінчити з трьома утвореннями на національному рівні ( третя - нинішня Республіка Сербська ). Одна з небагатьох відпрацьованих пропозицій щодо реформ, що вимагає створення федерального підрозділу Хорватії у складі Федерації, була намічена до загальних виборів 2014 року другорядною хорватською партією із Західної Герцеговини, Хорватською республіканською партією.  Згідно з CRP, федеральний підрозділ з більшістю хорватів повинен взяти на себе повноваження та повноваження, які зараз мають кантони у Федерації. Федерація продовжувала б існувати як федерація кантону з більшістю хорватів та боснійської більшости, разом з кількома районами, що мають спільний доступ. Двопалатний парламент Федерації буде збережений; депутати Палати народів обиралися б на зборах кантонів та округів членами зборів відповідних держав, пропорційно їх частці в населенні кантонів.
|  |

Найвизначніші хорватські партії (HDZ БіГ, HDZ 1990 та HSS), зібрані разом у Хорватській національній асамблеї, досі не спромоглися надати щось більше, ніж просто концепцію. Драган Чович, президент однієї з головних хорватських партій в Боснії, Хорватського демократичного союзу Боснії та Герцеговини, заявив, що "всі хорватські партії запропонують розділити Боснію і Герцеговину на три етнічні утворення, а Сараєво окремим округом. Хорватські політики повинні бути ініціаторами нової конституції, яка гарантувала б хорватам такі самі права, як і іншим конституційним народам. Кожна федеральна одиниця мала б свої законодавчі, виконавчі та судові органи ". Він заявив, що система двох утворень неможлива і що хорвати зазнали асиміляції та були позбавлені основних прав у федерації з бошняками.
У липні 2014 року Міжнародна кризова група, серед іншого, опублікувала звіт "Боснія і майбутнє", в якому пропонується створити хорватське утворення та реорганізувати країну у три утворення:
Політолог з коледжу Макалестер та Університету Джорджтауна Валентино Грбавак запропонував створення хорватського утворення у своїй книзі "Нерівна демократія" [Архівовано 15 грудня 2020 у Wayback Machine.] в 2016 році як оптимальне рішення. Він запропонував передати ті самі повноваження, якими Республіка Сербська наразі володіє, новим хорватським і боснійським утворенням, можливо, змінивши межі муніципалітетів, щоб краще відображати етнічний склад і перетворивши Яйце на хорватсько-боснійський район, як сьогодні Брчко. Хорватське утворення також "буде дбати про добробут та захист хорватів в інших утвореннях", одночасно вводячи "суворий правовий захист" та "гарантії прав інших національностей" в утвореному більшістю хорватів.
У своєму есе, присвяченому закордонним справам у грудні 2016 року, Тімоті Лесс доводив, що американська зовнішня політика повинна прийняти "вимогу хорватів щодо третього утворення в Боснії. У середньостроковій перспективі Сполучені Штати повинні дозволити [організації] формувати тісні політичні та економічні зв'язки з [Хорватією], наприклад, дозволити подвійне громадянство та створити спільні інститути", оскільки це дозволить населенню" задовольнити свої найосновніші політичні інтереси."  Девід Б. Канін, ад'юнкт-професор міжнародних відносин в Університеті Джона Хопкінса і колишній старший аналітик розвідки ЦРУ, зазначив у лютому 2017 року, що одностороння політика боснійських політиків "виправдовує вимогу хорватів щодо власного утворення".

## Конституційні принципи
Конституційний суд Боснії та Герцеговини у своєму знаковому рішенні щодо виборности народів постановив, що:

## Територія

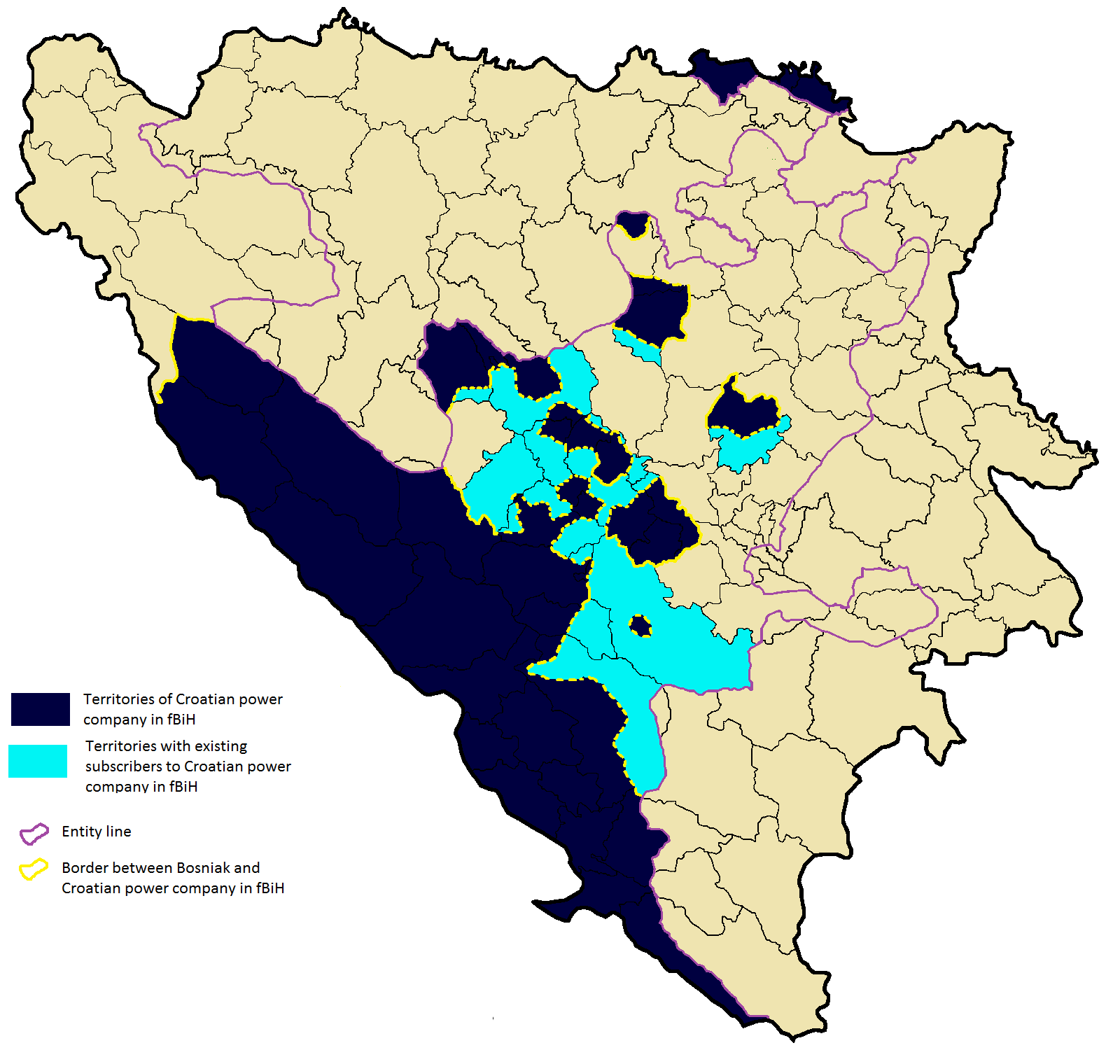
Діяльність комунальної компанії Хорватської громади Герцег-Боснії " Електроприват HZ HB ", що приблизно відповідає площі політичного та інституційного контролю Герцего Боснії в 1995-7 рр., Була запропонована Міжнародною кризовою групою та Хорватською селянською партією як орієнтовна область хорватського утворення.

Неясно, яку територію охоплюватиме хорватська федеральна одиниця. Зазвичай передбачається, що він буде включати муніципалітети з більшістю хорватів у країні, але критерії не були чітко визначені (чи потрібно буде більшість у дві третини, абсолютна більшість чи множинність). У деяких муніципалітетах, особливо в Центральній Боснії, хорвати мають невелику більшість ( Вітез, 55%) або просто більшість ( Мостар 48,4%, Бусовача 49,5%). 2014 пропозиції Госала передбачається, що в Центральній Боснії, Вітеза, Яйце, Бусовач, Dobretići, Кіселяк, Kreševo і Нови - Травник разом зі східним, хорватським більшістю частиною Фойніци муніципалітету б стати частиною кантону хорватів, в той час як Горні Вакуф-Ускопль, Травник, а Мостар - це райони кондомінії босненсько-хорватської кондомінії.  Однак ця пропозиція надійшла до опублікування результатів перепису 2013 року. На відміну від раніше припущень, вони показали, що Яйце та Нові Травник не мали більшости хорватів.
Чович, член хорвата державного президентства, стверджував у 2017 році, що об'єкт хорвата буде включати в себе «Герцеговині, Посавінском, Жепче і частини Центральної Боснії.»  Наприкінці 2016 року хорватський католицький кардинал Вінко Пуліч заявив, що, на його думку, хорватському утворенню доведеться також включити частини території Республіки Сербської.
Деякі академічні пропозиції, а також частково пропозиція CRP 2014 року (щодо Фойниці) та дещо проголошена зона хорватського самоврядування в 2001 році передбачають зміну кордонів муніципалітетів у змішаних босненсько-хорватських районах (Мостар, Центральна Боснія) з метою охоплення більша частка там хорватів.
У лютому 2017 року президент Хорватської селянської партії Боснії та Герцеговини Маріо Караматич заявив, що КПП вимагатиме відновлення Хорватської Республіки Герцег-Боснія в її формі 1995 року, якщо Республіка Сербська відокремиться. Що стосується орієнтовної території Герцег-Боснії, Караматич запропонував територію, яку обслуговує електроенергетичне підприємство Elektroprivreda HZ HB.

## Демографія
У лютому 2017 року хорватськомовна газета в Боснії «Večernji list» опублікувала пропозицію щодо хорватського утворення, яке б включало всі муніципалітети з більшістю хорватів чи більшістю (загалом 24). З 497,883 хорватів, які проживають у ФБІГ, 372,276 або 75% жили б у хорватській федеральній одиниці. Населення матиме 496 385 осіб з етнічним розподілом наступним чином:
- 372.276 хорватів (75%)
- 111,821 боснійці (22,5%)
- 9.200 сербів (1,9%)

Це зробило б хорватське утворення практично симетричною версією нинішньої Федерації (70% бошняків, 22% хорватів, 2% сербів). Якщо до цього утворення буде включено лише західну частину муніципалітету міста Мостар, де проживають хорвати, це зменшить кількість боснійців у складі хорватської громади приблизно на 45 000 та збільшить більшість хорватів до 83%. Якщо муніципалітет Горні Вакуф-Ускопльє буде розділений на муніципалітети з більшістю хорватів та боснійців, які будуть додані до двох утворень, відповідно, Večernji list стверджує, що до 83% хорватів Федерації потраплять до хорватської федеральної одиниці.

## Громадська думка
Частка хорватського або загального населення, яке вважає, що створення третього, хорватського утворення було б найкращим рішенням для Боснії та Герцеговини: 
| Дата                 | Підтримка                       | Опитувач                           |
| -------------------- | ------------------------------- | ---------------------------------- |
| Листопад 2016 р      | 5% ФБІГ                         | IMPAQ International                |
| Листопад 2015 р      | 9% FBiH                         | IMPAQ International                |
| Червень 2014 р       | 51% хорватів                    | Національно-демократичний інститут |
| Жовтень 2013 р       | 53% хорватів                    | Університет Мостара                |
| Травень 2013 р       | Хорвати - 37,7% </br> 7,7% FBiH | Дослідження призм (Сараєво)        |
| На початку 2011 року | 39% хорватів                    | Фонд Фрідріха Еберта               |
| Листопад 2010 р      | 43% хорватів                    | Баллунський монітор Gallup         |
| Серпень 2010 року    | 53% хорвати </br> Загалом 9%    | Національно-демократичний інститут |
| Жовтень 2009 р       | 36% хорвати </br> 8% загалом    | Національно-демократичний інститут |
| Вересень 2005 року   | 22% хорвати                     | Дослідження призм (Сараєво)        |
| Травень 2004 р       | 29% хорватів                    | Дослідження призм (Сараєво)        |
| На початку 2004 року | 40% хорватів                    | Звіт про раннє попередження, ПРООН |